# ماري فيليبس
ماري فيليبس (بالإنجليزية: Mary Philips)‏ هي ممثلة أمريكية، ولدت في 23 يناير 1901 في الولايات المتحدة، وتوفيت في 22 أبريل 1975 بسانتا مونيكا في الولايات المتحدة بسبب سرطان.

## أعمال

### أفلام
- (1932) وداعا للسلاح
- (1945) اتركها للجنة

## وصلات خارجية
- ماري فيليبس على موقع IMDb (الإنجليزية)
- ماري فيليبس على موقع ألو سيني (الفرنسية)
- ماري فيليبس على موقع أول موفي (الإنجليزية)
- ماري فيليبس على موقع قاعدة بيانات برودواي على الإنترنت (الإنجليزية)
- ماري فيليبس على موقع قاعدة بيانات الأفلام السويدية (السويدية)
- ماري فيليبس على موقع قاعدة بيانات الفيلم (الإنجليزية)
- ماري فيليبس على موقع كينوبويسك (الروسية)